# Kaiserdamm
Kaiserdamm – ulica w Berlinie, w Niemczech, w dzielnicach Charlottenburg oraz Westend, w okręgu administracyjnym Charlottenburg-Wilmersdorf. Liczy 1 680 m. Została wytyczona w 1906.
Przy ulicy znajduje się stacja metra linii U2 Kaiserdamm.